# Golda Meïr
Golda Meïr (hebreu: גּוֹלְדָה מְאִיר‎, Gulda Ma'air, ɡolˈda o ˈɡolda meˈʔiʁ ( ? i  escolteu-ne la pronunciació en hebreu)), coneguda fins al 1956 com a Golda Meyerson i de nom de naixement Golda Mabovitx (Kíev, Ucraïna, 3 de maig de 1898 - Jerusalem, Israel, 8 de desembre de 1978) fou la primera ministra d'Israel entre 1969 i 1974.
Nascuda a Kíev, Meïr emigrà l'any 1906 als Estats Units. El 1921 se'n va anar cap a Palestina i va viure en un quibuts fins al 1924. S'uní al partit sionista i el 1947 entrà com a diputada a la Kenésset (parlament israelià). Abans de ser cap del govern fou ambaixadora d'Israel a la Unió Soviètica, ministra de Treball i ministra de Relacions Exteriors.
Fou elegida secretaria general del partit Mapai el 1966 i esdevé líder de l'oposició, així com en la primera dona líder d'un partit de govern al país. Després de la mort sobtada del primer ministre Leví Eixkol, el partit elegí Meïr com la seva successora, i assumí el càrrec el 17 de març de 1969.
El seu mandat estigué marcat per les lluites internes dins del govern de coalició, amb desacords i conflictes entre els membres. La Massacre de Múnic i la Guerra del Yom Kippur tingueren lloc mentre era al càrrec. Meïr dimití el 1974 i deixà lloc al seu successor, Yitshaq Rabbín. Morí al cap de quatre anys a causa d'una leucèmia.

## Infància i joventut (1898-1915)

### Infància

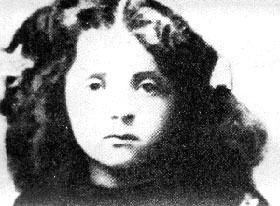
Golda als 10 anys

Golda fou la setena dels vuit fills de la família Mabovitx, jueus tradicionals, encara que no religiosos, i de condició molt humil que vivien a Kíev, aleshores part de l'Imperi Rus. Durant la seva infància passaren penúries i cinc dels seus germans van morir de nens a causa de les malalties i la pobresa. La família patí en carn pròpia l'antisemitisme i els pogroms que patiren els jueus europeus a principi del segle xx. El seu pare, fuster de professió, decidí emigrar el 1903 als Estats Units, deixant enrere Golda, la seva mare autoritària i les dues germanes Tzipke i Sheyna. Golda admirava aquesta última, que s'havia afiliat a cercles sionistes socialistes clandestins, castigats durament per les autoritats tsaristes. Aquest mateix any, una sèrie de pogroms especialment violents van provocar les protestes de la comunitat jueva a Rússia. Golda, amb només cinc anys, hauria participat en les protestes malgrat la prohibició de la família.
Amb el pare lluny i immerses en la misèria, les quatre dones es van traslladar a Pinsk (actual Belarús) a casa de la família materna, buscant millor sort. Malgrat això, sovint passaven gana. Golda diria anys després «Sempre sentia massa fred a fora i massa buit a dins». Això i el perill per les activitats clandestines de Sheyna els feien patir per la seva integritat, motiu pel qual el 1906 es reuniren amb el pare a Milwaukee a l'estat de Wisconsin.
Aquells primers anys tan durs forjaren el caràcter de qui més tard rebé el sobrenom de la Dona de ferro.
| «            | Porto a sobre meu el complex dels pogroms, ho reconec. El meu record més remot és veure al meu pare tapant amb taulons les entrades de casa, davant la imminència de les hordes enardides. Si hi ha alguna explicació al rumb que va prendre la meva vida, és possiblement el meu desig i determinació que mai més un nen jueu hagués de viure una experiència semblant. | » |
| — Golda Meir | |   |

Als Estats Units, el pare va reeixir a estalviar uns diners que van poder invertir en una botiga de comestibles al sector nord de Milwaukee de la qual Golda, amb només vuit anys, es feia càrrec quan la seva mare sortia a fer encàrrecs.

### Joventut i formació

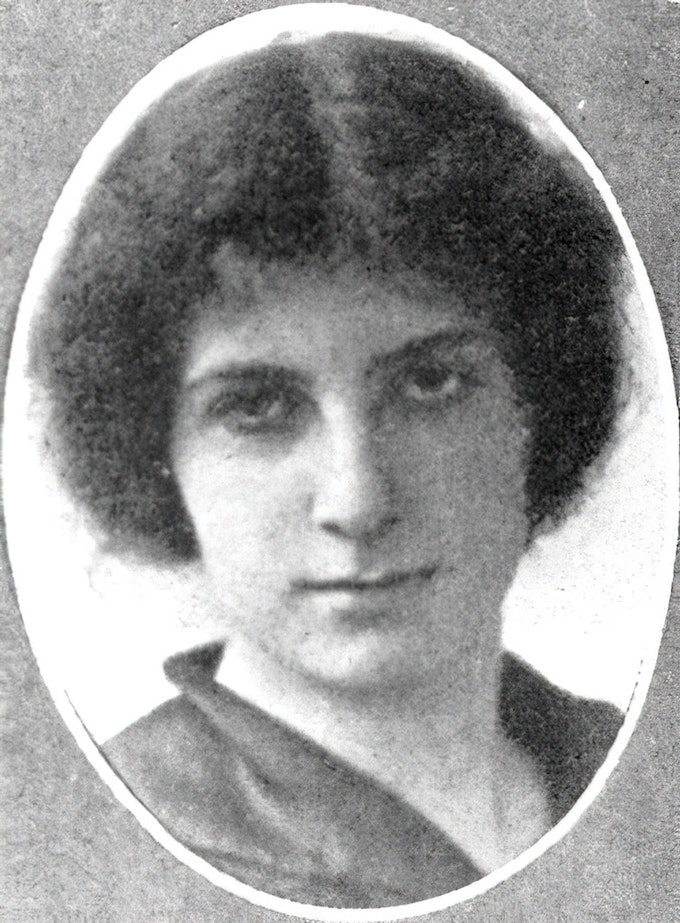
Golda Meïr fotografiada a Milwaukee als 16 anys

De 1906 a 1912, Golda assistí a l'escola Fourth Street School que, el 1979, fou rebatejada com a Golda Meir School. Fins als catorze anys començà a estudiar a l'escola secundària North Division High School i a la tarda ajudava la seva mare a la botiga. Blume, no obstant això, opinava que la seva filla ja havia estudiat prou i, per tant, havia de deixar l'escola per casar-se amb un home més gran. Golda no hi estava d'acord i quan la seva mare començava a buscar-li marit amb catorze anys s'escapà de casa i se n'anà a viure amb la seva germana i el seu marit Shamai Korngold a Denver a l'estat de Colorado.
Els Korngold organitzaven a casa seva tertúlies nocturnes sobre sionisme, literatura, sufragi femení o sindicalisme, entre d'altres, on la jove Golda assistia. Meïr escriví en la seva autobiografia que Denver fou un punt d'inflexió on començà la seva autèntica educació. En una d'aquestes tertúlies conegué el pintor Morris Meyerson, amb qui s'acabaria casant el 1917.
A Denver prosseguí els seus estudis i va tenir algunes feines ocasionals abans de tornar a Milwaukee després de rebre una carta del seu pare demanant-li-ho. Tornà a estudiar a la North Division High School, on es graduà el 1915. Entre 1916 i 1917 assistí a l'Escola Normal Wisconsin State College of Milwaukee, actualment Universitat de Wisconsin-Milwaukee, i després de graduar-se va fer classe a diverses escoles públiques de la ciutat.

## Activisme sionista (1915-48)

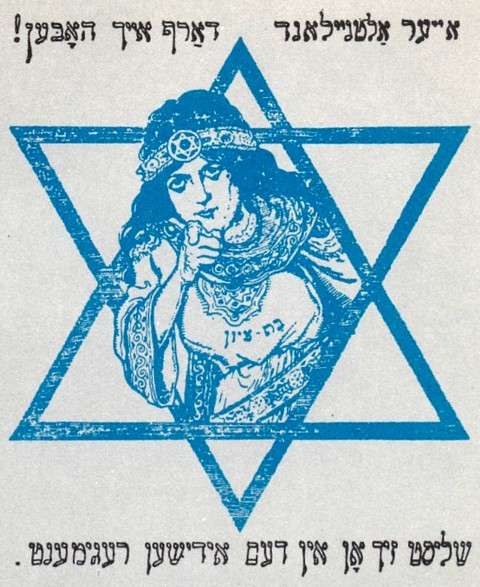
Pòster pel reclutament, que escrit en jiddisch diu: La teva antiga nova terra compta amb tu! Uneix-te a la Legió jueva!. Golda no hi pogué ingressar per ser dona.

De tornada a Milwaukee, Golda va trobar-hi els seus pares més tranquils econòmicament i vivint en una casa més àmplia, més compenetrats amb la vida comunitària jueva i havent adquirit una certa posició social. Certament els anys havien obert els Mabovitx a noves idees i ja no impediren que la seva filla estudiés i treballés de mestra. La jove Golda, per primer cop amb les necessitats bàsiques ben cobertes, pogué abocar-se en ple en les seves passions, la docència i l'activitat sionista.
En aquest darrer marc el 1915 s'afilià al Moviment Juvenil Sionista «Poalé Tsiyyon» (obrers sionistes en hebreu), i assistí a trobades amb prominents dirigents sionistes, com David Ben-Gurion i Yitshaq ben Tseví. Va organitzar una manifestació a Milwaukee, com a acte de repulsa als pogroms antisemites que es produïen a Ucraïna i Polònia, en la qual fou l'oradora principal. Fou elegida per representar la seva ciutat davant del Congrés Jueu Estatunidenc. El 1917 respongué a una campanya de reclutament de la Legió jueva a la qual no fou admesa per ser dona.
Amb Morris havien planejat casar-se en una cerimònia civil, però finalment i per culpa de les pressions de la mare de Golda, celebraren una cerimònia religiosa el 24 de desembre de 1917. Golda va posar com a condició per casar-se anar a viure a la Terra d'Israel. Golda havia planejat l'emigració a Israel (aliyà) just després de la boda, però els serveis transatlàntics es trobaven suspesos per culpa de la Primera Guerra Mundial. És aleshores que va dedicar totes les seves energies a les activitats del moviment Poalé Tsiyyon. Poc després del casament va començar una campanya per recaptar fons per aquest moviment, durant la qual viatjava per tots els Estats Units. La parella es traslladà finalment a Érets Israel el 1921, quan ja era formalment el Mandat Britànic de Palestina, amb la seva germana i la seva família. Finalment els seus pares els acompanyaren el 1926.

### Migració a Palestina

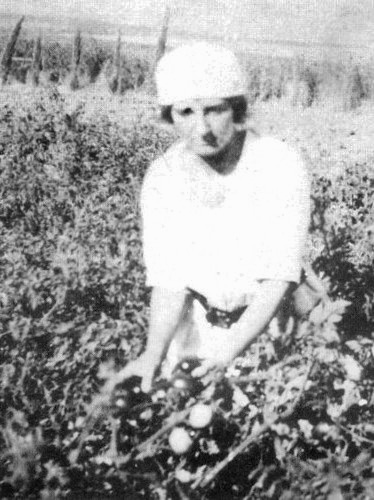
Golda Meïr al quibuts Merhavia

Acabats d'arribar al Mandat Britànic de Palestina, els Meyerson s'instal·laren en un apartament de lloguer a Tel-Aviv i al cap de poc temps demanaren d'incorporar-se com a membres del quibuts Merhavia al nord del país. La negativa inicial dels membres, que consideraven que la parella americana podria no adaptar-se a les feines del camp, no els va fer desistir i finalment van ser acceptats.
Golda gaudí d'aquells quatre anys al quibuts, en els quals treballaren amb duresa, plantant arbres, collint ametlles, criant pollastres i treballant a la cuina, malgrat no poder treballar, com voldria de professora d'anglès. No obstant això, reconeixent les seves capacitats de lideratge, els membres del quibuts l'elegiren com a representant sindical. No s'hi adaptà d'igual forma el seu marit, que aviat es va cansar de la vida comunal i de les privacions, provocant discòrdia en la parella i es negava a tenir fills mentre visquessin en aquelles condicions.
Finalment Golda cedí i la parella es traslladà de nou a Tel-Aviv i després a Jerusalem on van trobar feina a la constructora Solel Boné, una de les empreses de l'organització sindical Histadrut de la qual formaven part. Allà Golda va donar a llum els seus dos fills: Menahem (1924) i Sara (1926).

### Activitat a la Histadrut
El gran canvi en la vida de Golda Meyerson arribaria el 1928 quan li van oferir ocupar el lloc de directora del Moetzet HaPoalot (Consell de dones treballadores), la branca femenina de la Histadrut. Acceptant el càrrec, que implicava molts viatges, Golda va confirmar també la irreversibilitat de la seva ruptura conjugal. Es traslladà de nou a Tel-Aviv amb els seus fills, mentre el seu marit es quedava a Jerusalem i els visitava els caps de setmana. Malgrat el distanciament evident, la parella mai es divorcià formalment. Ell moriria d'un atac de cor el 1951.
Entre 1932 i 1934, Meyerson fou enviada als Estats Units per recaptar fons per la causa sionista, estada que aprofità per tractar la seva filla Sara d'una insuficiència renal. Després de tornar, s'uní al Comitè Executiu del Histadrut, càrrec que va ocupar de forma ininterrompuda fins al 1948. Durant aquest temps compartí escena política amb figures com David Ben-Gurion, Moshe Sharett o Berl Katznelson. Posteriorment fou elegida delegada del Partit Laborista, càrrec que donà un impuls definitiu en el seu rol de lideratge polític.
La seva història personal, marcada sovint per la precarietat, marcà el seu tarannà polític que se centrava en dos punts principals; els drets del treballadors (dones i homes) i l'ajuda als refugiats. El 1938 assistí a la Conferència d'Évian com «observadora jueva de Palestina». Convocada pel president dels Estats Units Franklin Delano Roosevelt, la conferència es va fer a França i buscava ajudar els refugiats jueus que eren víctimes de les Lleis de Nuremberg i altres polítiques antisemites del Tercer Reich. Golda s'enrabià amb la hipocresia dels 32 països convidats que van oferir mostres de suport però van mostrar moltes reticències en oferir asil als jueus. L'única excepció fou la República Dominicana que s'oferí a acollir fins a cent-mil jueus amb condicions prou generoses. Els mateixos britànics van establir moltes restriccions per acollir la immigració jueva al Mandat Britànic de Palestina per evitar una escalada de tensions al caire de la Segona Guerra Mundial. Golda va quedar molt decebuda i comentar a la premsa: «Només espero veure una cosa abans de morir, i és que el meu poble no necessiti mai més mostres de compassió».
Criticà també durament la posició britànica expressada pel secretari d'Estat d'Afers Exteriors i de la Commonwealth Ernest Bevin, fervent opositor a l'obertura del Mandat a la immigració jueva:
| « | No sé si Bevin era un dement, només un antisemita o totes dues coses. Els responsables de la política anglesa mai podran perdonar-nos haver-nos convertit en nació sense el seu consentiment explícit. No van entendre que el problema dels jueus a Europa no es creà amb l'únic propòsit de fer quedar malament al govern britànic. | » |

Quan en acabar la guerra es va declarar en vaga de fam per protestar contra els camps de detenció britànics destinats als supervivents de l'holocaust, digué: «El sionisme no té sentit si no és per rescatar als jueus».

### Cap a l'Estat d'Israel
Un cop acabada la Segona Guerra Mundial es van agreujar les tensions entre el moviment sionista, que exigia la independència d'Israel, i les autoritats britàniques, amb dificultats per sostenir l'statu quo a la regió. Intentant dominar la situació, els anglesos van dur a terme el 29 de juny de 1946 una ambiciosa operació de crida i cerca de diverses autoritats jueves, incloent-hi la cúpula del Yixuv, en el qual es coneixeria com el Dissabte negre. Davant del buit de poder, Golda Meyerson esdevé cap del Departament d'Estat del comitè central de l'Agència jueva per Israel, cosa que a la pràctica suposà ser la mà dreta de David Ben-Gurion, que no fou arrestat, ja que en aquells moments es trobava de viatge a Europa. Aquest càrrec de virtual cap de Govern o primer ministre del futur estat corresponia a Moshe Sharett, detingut en aquells moments, però, fins i tot després de l'alliberament d'aquest, Golda va conservar una gran influència.
Poc després, i gràcies al seu anglès quasi natiu, esdevingué la principal negociadora amb les autoritats angleses del Pla per a la partició de Palestina. Paral·lelament mantingué contactes amb els principals grups de resistència armada jueva, Haganà i Irgun. La formalització del pla, el 29 de novembre de 1947, suposà la creació d'un estat jueu i d'un estat àrab, cosa que provocà el rebuig frontal d'aquesta última comunitat. Veient que la guerra araboisraeliana era inevitable, Meyerson fou enviada a recaptar donacions de la comunitat jueva nord-americana per tal de comprar d'armament.
El gener de 1948, el tresorer de l'Agència jueva estava convençut que Israel no podria recaptar més de 7 o 8 milions dels jueus estatunidencs, però Golda tornà del viatge amb un total de ccinquanta milions, que van ser utilitzats per Israel per comprar armes a Europa. Ben-Gurion digué que el seu paper com «la dona que va trobar els diners que van fer possible l'estat» sortiria un dia als llibres d'història.
Quatre dies abans de la creació oficial de l'estat, fou enviada d'incògnit i disfressada d'àrab per entrevistar-se a Amman amb el rei Abdallah de Transjordània el 12 de maig de 1948, per demanar-li que mantingués la neutralitat davant d'un previsible conflicte. L'actitud evasiva del rei li feu comprendre que el conflicte era ja inevitable. Abdallah li demanà paciència i que no tinguessin pressa per declarar la independència, Golda li contestà: «Majestat, el nostre poble porta 2000 anys esperant, diria vostè que això és tenir pressa?»

## Govern d'Israel (1948-69)
Finalment, el 14 de maig de 1948, David Ben-Gurion llegí la Declaració d'Independència d'Israel, de la que Golda fou una de les vint-i-cinc firmants. Més tard recordaria:
| « | Després de firmar vaig plorar. Quan estudiava la història dels Estats Units i llegia sobre aquells que van firmar la Declaració d'Independència dels Estats Units, no podia imaginar que es tractava de gent real fent quelcom real. I allà em trobava jo, firmant la declaració d'independència. | » |

Israel fou atacada l'endemà per una coalició d'exèrcits àrabs: Egipte, Síria, el Líban, Transjordània i l'Iraq, juntament amb forces expedicionàries de diferents països àrabs i guerrillers, conegut com a la Guerra araboisraeliana de 1948 o la Guerra d'Independència d'Israel. El conflicte acabaria amb els jueus vencent la coalició àrab amb una sèrie d'ofensives militars que van reeixir ampliar el territori jueu.

### Ambaixadora a Moscou

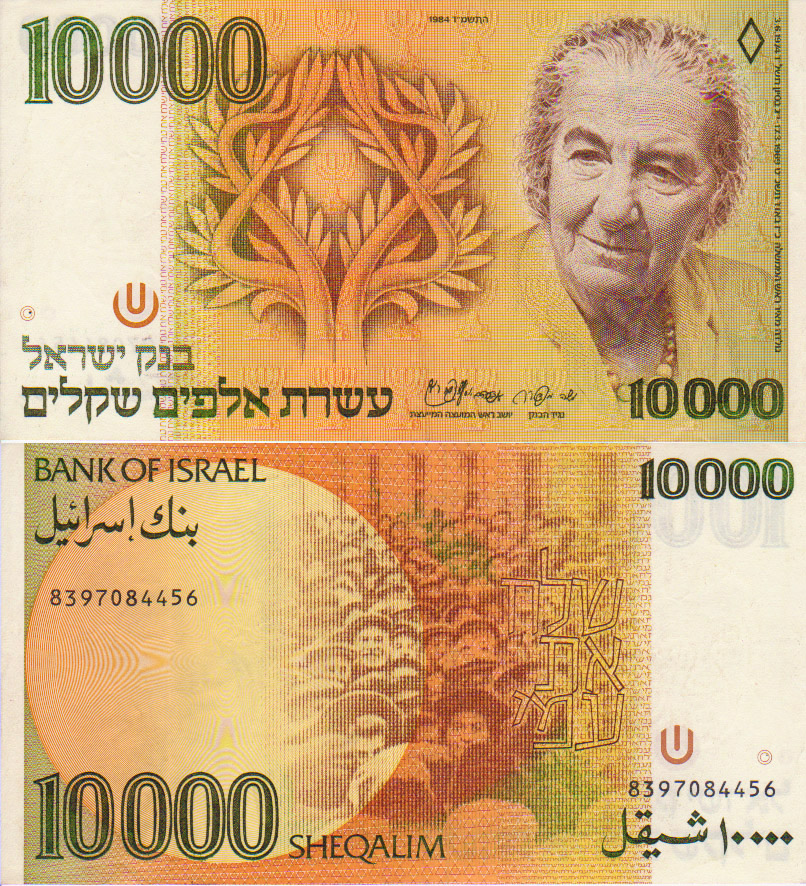
Bitllet de 10.000 xéquels de 1984 amb la imatge de Golda Meïr. Al revers una multitud de jueus russos donen la benvinguda a la primera ambaixadora israeliana a la Unió Soviètica. Conté la inscripció "Deixa sortir el meu poble" (Èxode 9:1)

Immediatament tornà cap als Estats Units per recaptar fons i mentre s'hi estava li fou comunicat que era nomenada ambaixadora a la Unió Soviètica, lloc que va ocupar entre el 2 de setembre de 1948 i el març de 1949. En aquells moments, les bones relacions amb la Unió Soviètica eren importants per Israel per assegurar-se la compra d'armament als països de l'Europa Oriental durant la guerra. Per la seva banda Stalin i el ministre d'Exteriors Mólotov eren interessats a tenir bones relacions amb Israel per enfortir llur posició al Pròxim Orient.
La rebuda que la comunitat hebrea donà a la diplomàtica del flamant nou estat fou apoteòsica, desenes de milers de jueus moscovites s'acostaren a Meyerson mentre visitava la Sinagoga Coral de Moscou durant les festivitats del Roix ha-Xanà i del Yom Kippur, victorejant-la. La passió popular no va confondre-la, i va dir: «Si en aquells dies algú hagués enviat un pal d'escombra a Moscou, dient que hi anava en representació d'Israel, hauria tingut la mateixa rebuda». Aquells dies va fer amistat amb Polina Zhemchuzhina, la dona del ministre Viatxeslav Mólotov, que tenia orígens jueus i dominava el jiddisch, que li feia sovint d'amfitriona i traductora. Poc després aquesta va caure en desgràcia juntament amb el seu marit i fou condemnada a cinc anys de treballs forçats en un Gulag, acusada entre d'altres de «mantenir relacions criminals amb nacionalistes hebreus».
Va complir poc menys d'un any com a ambaixadora durant els quals va intentar que les autoritats estalinistes suavitzessin el tracte a la comunitat jueva i que eliminessin les traves a l'Aliyà, sense gaire èxit. Les relacions soviètico-israelianes eren força complicades degut a la política soviètica en contra les institucions religioses i els moviments nacionalistes, que tancà diverses institucions religioses jueves i prohibí l'estudi de l'hebreu.

### Carrera ministerial

#### Ministra de Treball

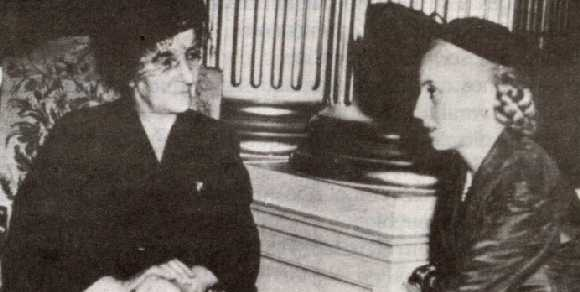
Golda Meïr a l'Argentina, entrevistant-se amb Eva Perón (9 d'abril de 1951).

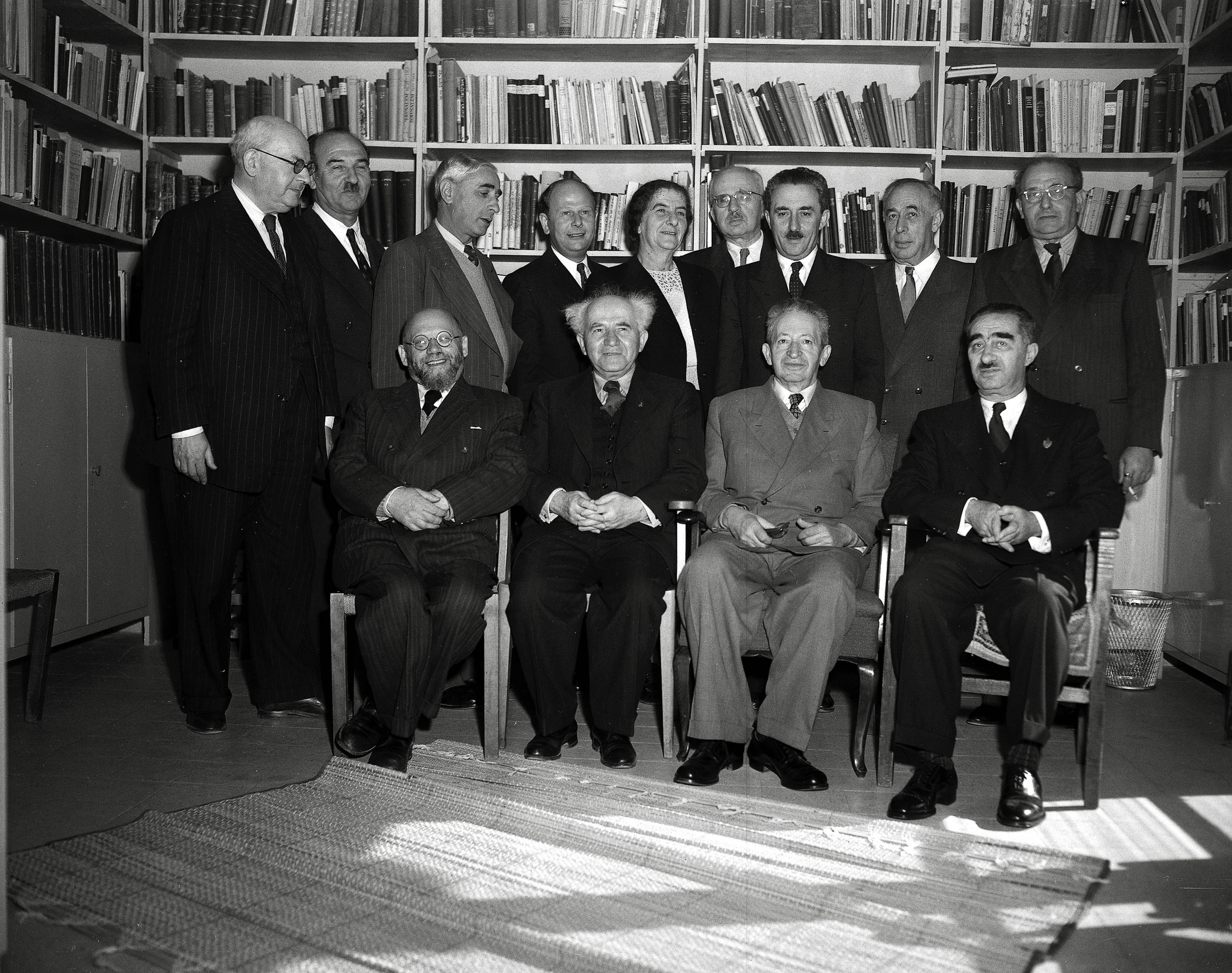
El quart govern de l'Estat d'Israel, amb el Primer Ministre David Ben-Gurion i el President Yitshaq ben Tseví en primer terme i Meïr en segon terme (24 de desembre de 1952).

El 1949 fou elegida pel seu partit, el Mapai, en la primera legislatura de la Kenésset, càrrec que desenvoluparia de forma ininterrompuda fins al 1974, i fou elegida per Ben-Gurion per ser ministra de treball fins al 1956. Va realitzar diversos projectes com la construcció de carreteres i habitatges. També donà suport a una política d'immigració sense restriccions.
Malgrat la seva experiència i compromís polític demostrats, Golda havia de vèncer les reticències dels laboristes, ja que molts consideraven arriscat tenir una dona al cap del Ministeri de Treball. Malgrat les crítiques, Meïr estava profundament compromesa amb la solució dels problemes de la seguretat social que van venir amb els nous pobladors, així com de l'habitatge i del mercat laboral.
El 1951, el seu marit Morris Meyerson morí d'un atac de cor. Malgrat que havien viscut separats durant anys, Golda va assistir al seu funeral a Tel-Aviv.
El Primer Ministre Ben Gurion li encarregà viatjar de nou als Estats Units per recaptar fons per a la construcció d'habitatges per als nous immigrants jueus dels països àrabs. Davant la comunitat jueva estatunidenca pronuncià el següent discurs:
| «            | […] al parlament vaig presentar un pla per la construcció de 30.000 unitats d'habitatge per finals d'aquest any. El parlament el va aprovar i el país es va omplir de joia. Però, de fet, va sorgir un imprevist, vaig proposar un projecte per al qual no teníem diners. […] depenem de vostès per deixar aquestes persones als campaments i enviar-los paquets amb aliments o per donar-los feina i restaurar-los la dignitat i autoestima. | » |
| — Golda Meïr | |   |

Personalment supervisà el que es coneixeria com el Pla Meyerson que permeté la construcció de més de trenta mil habitatges d'una sola habitació, així com de dos-cents mil nous apartaments per immigrants. Amb relació a la immigració, Golda asseverà que els immigrants eren tractats com a éssers humans i que l'estat havia fet tot el possible per donar-los «una feina i habitatge dignes», mentre que en els països àrabs als refugiats àrabs se'ls donà «poca o cap ajuda per reintegrar-se a la societat».
El 1955, seguint ordres de Ben Gurion, es va presentar com a alcaldessa de Tel-Aviv, perdent per només dos vots davant del bloc religiós que li va negar l'elecció per ser dona, cosa que l'enfurismà. En els seus set anys en el càrrec, a les ordres de dos primers ministres, demostrà ser molt eficaç en la construcció de l'estat del benestar israelià i en la integració social i laboral dels immigrants que acudien en massa al país.

#### Ministra d'Exteriors

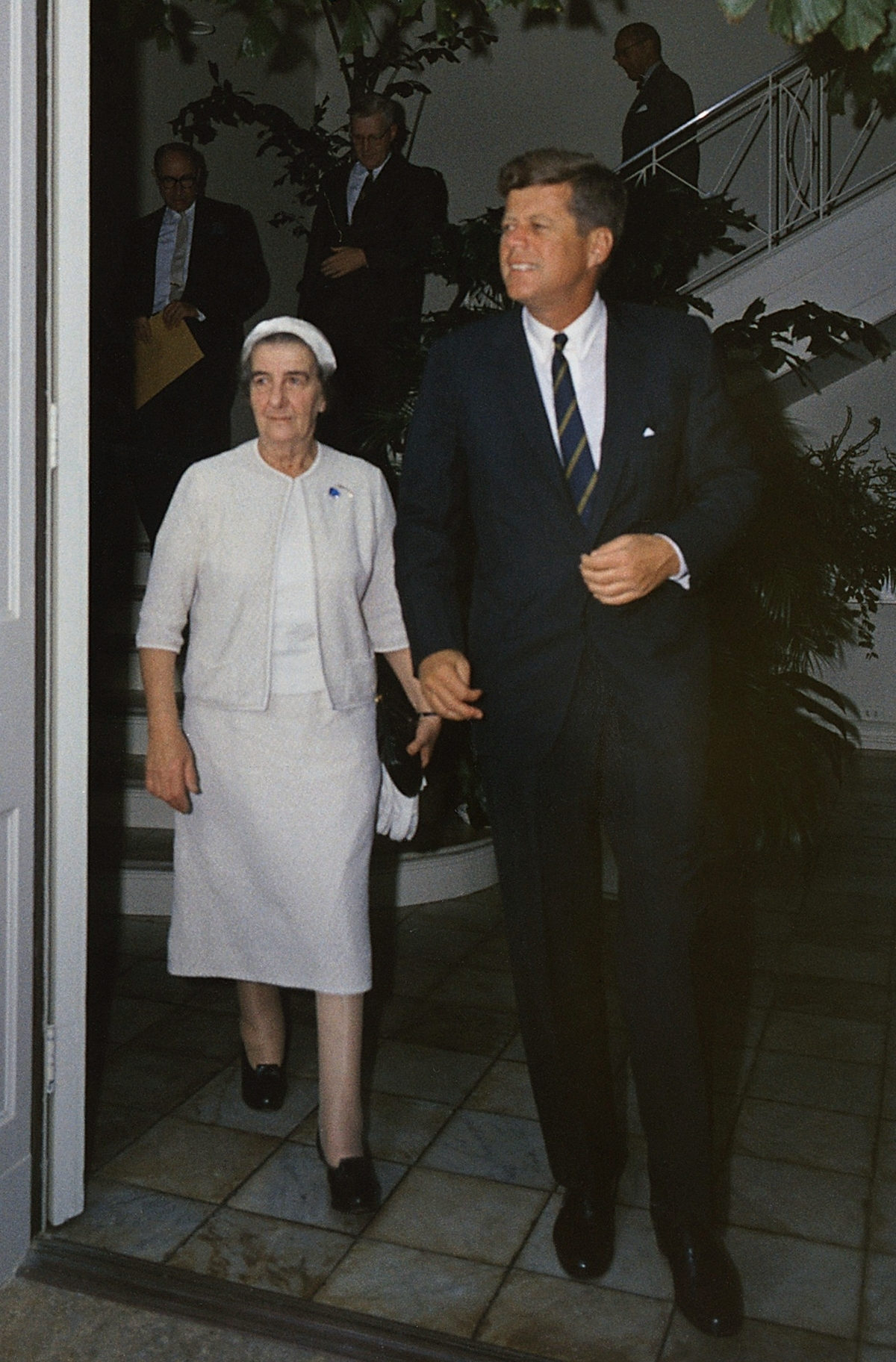
Golda Meïr, durant una visita als Estats Units amb John Fitzgerald Kennedy, el desembre de 1962.

Després de la renúncia de Moshe Sharett passà a ocupar la cartera d'Exteriors (1956-1966) del govern de Ben-Gurion. El seu predecessor havia demanat a tots els membres del servei d'exteriors d'hebraïtzar els seus cognoms. Després del seu nomenament Golda, no sense reticències, canvià el cognom de casada Meyerson per Meïr, que significa ‘il·luminada’.
Com a segona autoritat executiva del país, va desplegar una intensa activitat per enfortir les relacions amb els Estats Units, per l'establiment de relacions bilaterals amb diversos polítics de l'Amèrica Llatina i per aconseguir el reconeixement i el suport a Israel per part dels nous països independents que sorgien de la descolonització d'Àfrica. Intentava doncs guanyar el màxim de reconeixement en l'escena internacional. En aquest sentit, creia que Israel tenia una experiència valuosa en la construcció d'una nació recentment independitzada, que podia servir de model pels africans. En la seva autobiografia escriu:
| «                             | Igual que ells, nosaltres ens hem alliberat de la dominació estrangera i hem hagut d'aprendre a recuperar la terra, a augmentar els rendiments dels cultius […] a viure junts i a entendre'ns. […] ens hem vist obligats a trobar solucions per a problemes que els estats grans, rics i poderosos mai han hagut d'afrontar." | » |
| — autobiografia de Golda Meïr | |   |

El setembre de 1956, dos mesos després del seu nomenament, el president egipci Gamal Abdel Nasser va nacionalitzar el Canal de Suez. Golda Meïr va supervisar converses secretes amb França per planejar un atac israelià contra Nasser amb el seu suport militar i en forma de venda d'armament. Les posteriors negociacions entre Israel i la coalició anglo-francesa van desembocar en el conflicte militar conegut com la Crisi de Suez o Guerra del Sinaí. Aquest mateix any Golda Meïr hagué de defensar la posició israeliana davant el conflicte, i la posterior ocupació de la península del Sinaí:
| «                                                                                    | Israel entrà al desert o a les escarpades i rocoses faldes de les muntanyes per establir nous llogarets, construir camins, cases, escoles i hospitals, mentre que els terroristes àrabs, procedents d'Egipte i de Jordània, van ser enviats a matar i destruir. Els israelians cavem pous, embellint amb aigua llargues distàncies; Egipte envià als fedaïns per destruir els aqüeductes. Els jueus del Iemen van portar als nens malalts, desnodrits, amb la pobra esperança que dos de cada cinc moririen; hem reduït aquest nombre a un nen de cada vint. Mentre que Israel va alimentar aquests nens i va tractar les seves malalties, els fedaïns van ser enviats a llençar bombes als nens de les sinagogues i granades a la guarderies. | » |
| — Golda Meïr davant l'Assemblea General de les Nacions Unides, 5 de desembre de 1956 | |   |

L'octubre de 1957 resultà lleument ferida d'un atac perpetrat per un jove considert com adesequilibrat mental que també va ferir David Ben-Gurion i Moshe Carmel. El 1958, després de la mort del papa Pius XII, i en la seva tasca de diplomàtica, envià el seu condol al Vaticà en nom del poble jueu, malgrat la controvertida actuació que el Vaticà va tenir durant la Segona Guerra Mundial i l'Holocaust.
En aquesta època se li va detectar un limfoma que van estar a punt de fer-la retirar definitivament de la vida política dos cops, el 1965 i el 1968, però s'acabà fent-se enrere a instàncies dels seus companys, per evitar que les rivalitats personals entre els líders socialistes acabarien amb la unitat del partit. El 1965 es va enfrontar durament a Ben-Gurion, que acabà abandonant el Partit Laborista, deixant Meïr com a secretària general. Després va participar activament en la reunificació de totes les forces polítiques socialistes del parlament en el Partit Laborista Unificat. El gener de 1966 va començar a tractar-se amb quimioteràpia i dimití del càrrec de ministra d'Exteriors, desapareixent de la vida pública, malgrat que mai va deixar l'escó a la Kenésset.

## Primera ministra d'Israel (1969-74)

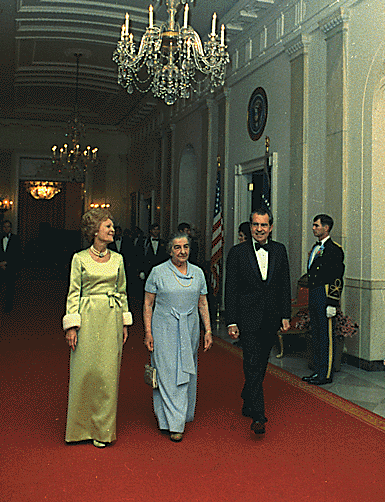
Golda Meïr amb el president Richard Nixon i la seva dona Pat Nixon, 1973.

La sobtada mort del primer ministre Leví Eixkol el febrer de 1969 sorprengué Golda Meïr allunyada del govern a causa de la seva malaltia, però encara membre del parlament. D'entre els diversos candidats laboristes que es postularen per succeir-lo, Meïr fou elegida pel càrrec, com a candidata de compromís. Poc després se celebraren eleccions generals per la sisena legislatura de la Kenésset, que Golda guanyà amb una àmplia majoria (56 de 120 escons). Tot i així preferí seguir amb el govern de coalició que havia governat des de la Guerra dels Sis Dies, per la qual cosa sumà al seu govern el partit de dretes Herut, liderat per Menahem Begin. En el seu primer discurs davant del parlament, el dia de la presa de possessió, el 17 de maig de 1969, anuncià: «Estem disposats a parlar de pau amb els nostres veïns, en qualsevol moment i sobre tots els aspectes».
La resposta arribà des d'Egipte tres dies després de boca del president d'Egipte Nasser: «No hi ha veu que superi els sons de la guerra i no ha d'haver-hi cap veu així. Tampoc hi ha una crida més sagrada que la crida a la guerra». El 1969 i a començament de 1970, Meïr es reuní amb molts líders mundials per promoure la pau al Pròxim Orient, entre els quals es trobaven Richard Nixon i el papa Pau VI. El 1973 Golda va rebre la històrica visita a Israel del canceller de l'Alemanya Federal, Willy Brandt.
L'agost de 1970, Meïr va acceptar una iniciativa de pau presentada pels Estats Units, coneguda com el Pla Rogers, amb l'objectiu de posar fi a la Guerra de desgast i com a part d'un acord de pau global involucrant els dos bàndols, aconseguint un compromís d'aquests de retirar-se de les terres conquerides a canvi de «fronteres segures i reconegudes». A pesar de la voluntat inicial d'Israel d'acceptar el pla, Egipte finalment el refusà. El partit Gahal abandonà el govern de coalició nacional en senyal de protesta, però Meïr hi va continuar al capdavant.
El setembre d'aquest mateix any va viatjar als Estats Units, on s'entrevistà per primer cop amb Richard Nixon i fou rebuda a la Casa Blanca amb els més alts honors civils i militars. Durant la gira també fou rebuda a Filadèlfia per una comunitat de més de trenta mil jueus.

### Guerra contra la resistència del poble palestí

#### Jocs Olímpics de Múnic
La seva política de terra cremada, continuació de la neteja ètnica i atac sistemàtic als palestins es trobà amb l'augment de la resistència dels palestins, que havien viscut la fundació de l'Organització per l'Alliberament de Palestina, el 1964, amb forta presència a la veïna Jordània, des d'on els guerrillers havien llençat atacs contra les forces ocupants israelianes i combatut amb èxit l'exèrcit israelià en la batalla de Karameh.

Després de diversos atacs amb èxit contra forces israelianes i segrest d'aeronaus, l'any 1971 Jordània va expulsar els guerrillers palestins, en els fets coneguts com a Setembre Negre, en què les forces jordanes mataren milers de palestins, tant guerrillers com habitants dels camps de refugiats. El gruix de la resistència Palestina es traslladà al Líban. 

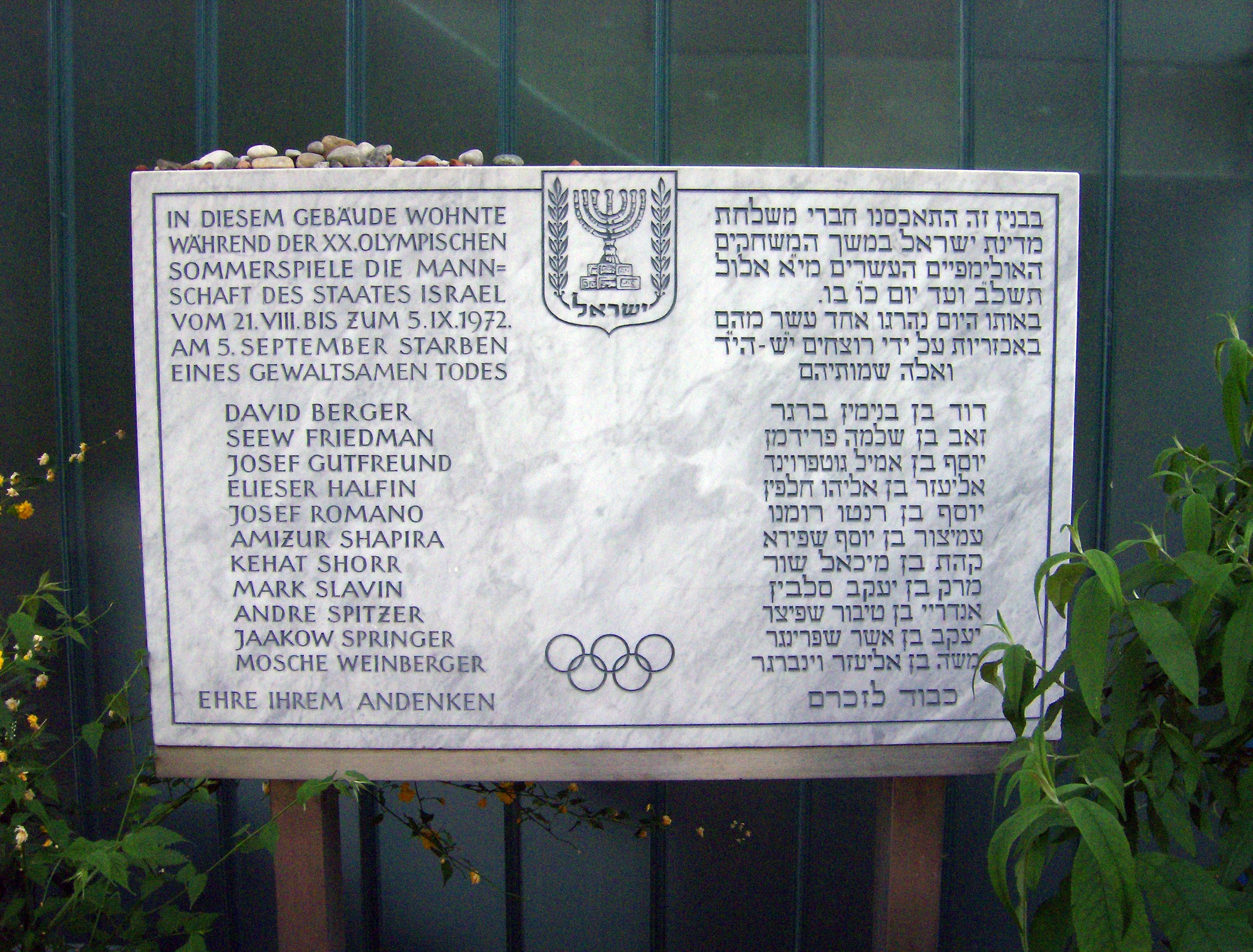
Placa commemorativa a l'edifici on van morir els atletes israelians a Múnic. En alemany i hebreu diu: "L'equip de l'Estat d'Israel es va estar en aquest edifici durant els Jocs de la XX Olimpiada entre el 21 d'agost i el 5 de setembre de 1972. El 5 de setembre [llista de víctimes] van morir violentament. Honor a la seva memòria."

Del període de Meïr en el govern són particularment destacats per la historiografia israeliana i nord-americana els atacs palestins de l'any 1972, el segrest del vol Sabena 571. Roma coneguda per a l'operació de rescat en la qual van participar els futurs primers ministres Ehud Barak i Benjamin Netanhayu), la massacre de l'Exèrcit Roig Japonès a l'Aeroport internacional Ben-Gurion, amb un saldo de 25 morts i sobretot l'assassinat d'onze atletes israelians en els Jocs Olímpics d'Estiu de 1972.
Durant l'agost i setembre de 1972 es van celebrar els Jocs de la XX Olimpíada, on van succeir els esdeveniments coneguts com la Massacre de Múnic, on vuit membres de l'organització Setembre Negre, fundada al Líban, van prendre com a ostatges onze atletes olímpics israelians, dels quals van assassinar-ne dos immediatament. Els terroristes exigien l'alliberament de 234 àrabs detinguts en presons israelianes i l'alliberament dels fundadors de l'organització alemanya Fracció de l'Exèrcit Roig Andreas Baader i Ulrike Meinhof, que es trobaven en presons alemanyes.
Seguint el principi de no negociar amb el que ella qualificava de terroristes, la primera ministra Meïr es negà a la sol·licitud argumentant: «Si negociem, cap ciutadà israelià estarà mai més segur en cap lloc del món». El govern israelià va mobilitzar la unitat antiterrorista Sayeret Matkal, però el govern alemany no els va deixar entrar al seu territori. Els negociadors alemanys van oferir als segrestadors una quantitat il·limitada de diners a canvi dels ostatges i d'un avió, malgrat que el pla era atacar-los a l'aeroport. Els terroristes i els israelians van volar en helicòpter fins a l'aeroport però l'operació de rescat sortí malament i els palestins van matar la resta d'ostatges. Arran de la matança, Meïr feu una crida al món per tal de «salvar els nostres ciutadans i condemnar els atroços actes criminals comesos».

#### Represàlia
Indignada per l'aparent falta d'acció de la comunitat internacional, Golda Meïr va ordenar als Serveis d'intel·ligència israelians buscar i assassinar els líders de les organitzacions Setembre Negre i Front Popular per a l'Alliberament de Palestina, que van participar en la Massacre de Múnic, en una operació secreta que es coneixeria com a Operació Ira de Déu. Aquesta operació va permetre la persecució i assassinat dels palestins que el govern israelià va acusar de participar en l'assassinat dels atletes i podria haver-se allargat fins a vint anys. Però el fet és que la majoria de víctimes eren membres del moviment d'alliberament palestí, sense cap relació ni amb l'atac ni amb l'organització Setembre Negre, i fins en alguns casos ni tan sols eren palestins, com el cambrer marroquí Ahmed Bouchiki assassinat pels esquadrons de la mort de Golda Meïr a Lillehammer, Noruega.

#### Presa d'ostatges a Àustria

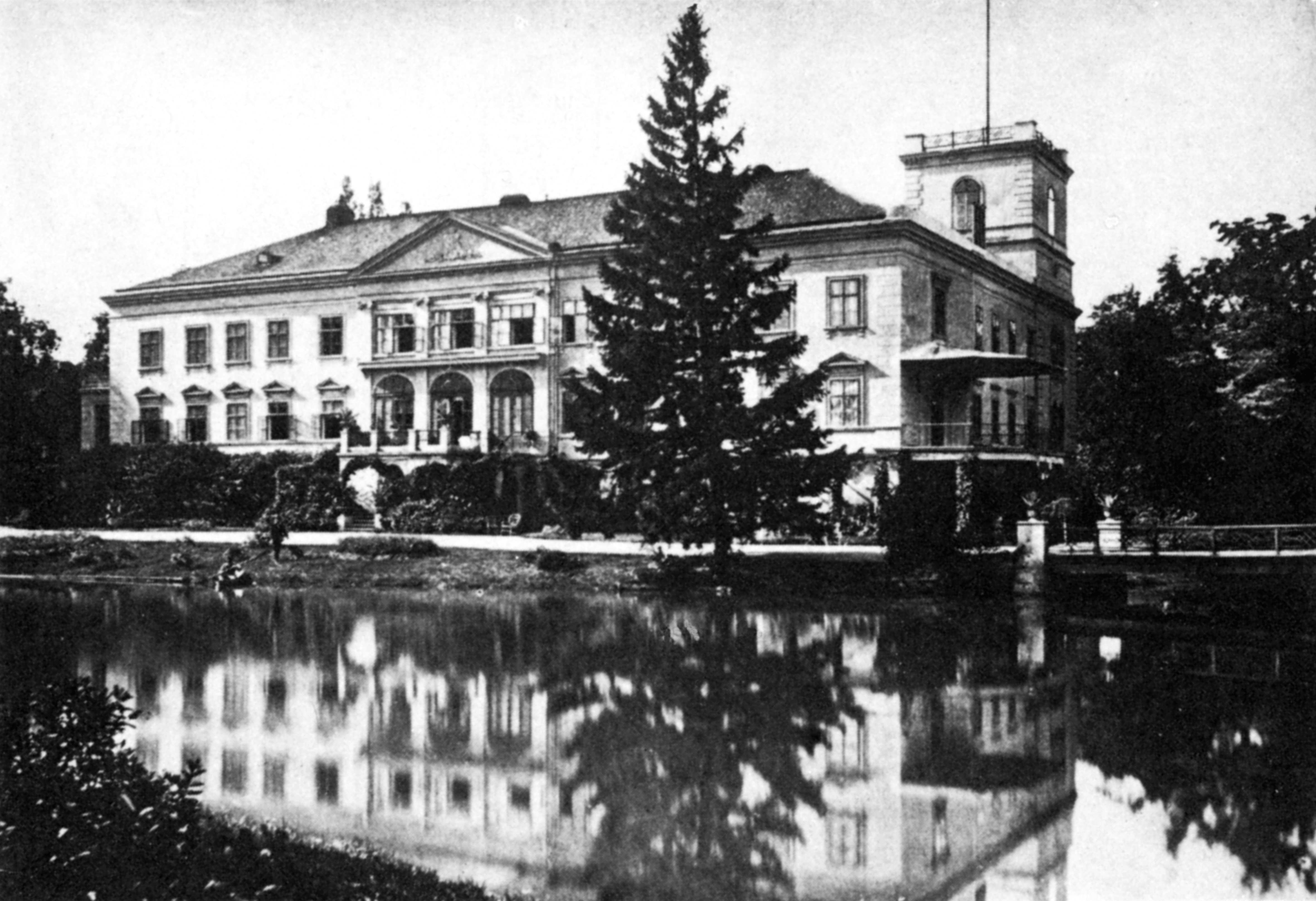
Castell Schönau. Antic alberg transitori pels emigrants soviètics que viatjaven cap a Israel

La política exterior israeliana durant la dècada dels anys 70 va permetre l'emigració d'uns dos-cents mil jueus soviètics cap a Israel a través d'Àustria. Molts d'aquests passaven pel Castell Schönau, a la Baixa Àustria, utilitzat pel govern austríac com a alberg transitori.
El 28 de setembre de 1973, set d'aquests emigrants foren presos com a ostatges a Àustria, entre ells un ancià, una dona embarassada i un nen de tres anys, per un grup terrorista sirià. L'agrupació exigí tancar l'alberg i un salconduit cap a un país àrab, en cas contrari amenaçaven d'executar els ostatges. El Canceller d'Àustria Bruno Kreisky accedí a les seves demandes i tancà les instal·lacions de l'Agència Jueva.
La primera ministra Golda Meïr desvià el vol de tornada des del Consell d'Europa per intentar convèncer Kreisky de no cedir a les demandes i «no doblegar-se al xantatge terrorista». Malgrat tot, el canceller es negà a rectificar i Meïr tornà a Israel enfurismada. Amb el centre tancat, els terroristes foren traslladats a Líbia. Mesos més tard Àustria va obrir un nou camp de transició per als refugiats a la Baixa Àustria.
L'incident podria haver distret l'atenció del govern israelià durant aquells dies, en què hauria d'haver-se dedicat a reforçar les seves fronteres amb Egipte i Síria. La presa d'ostatges de Schönau és vist com un dels grans errors de la intel·ligència militar israeliana, que no fou capaç de preveure l'atac sorpresa que va esclatar la Guerra del Yom Kippur, el 6 d'octubre.

#### Expulsió de jueus africans
Golda Meïr fou la primera governant que va expulsar jueus africans d'Israel. El 1971 començà l'expulsió dels immigrants afrodescendents jueus als quals no es va donar la nacionalitat israeliana. Meïr, en una carta conservada al seu arxiu declarà «Eviteu que tots els negres entrin al país com a immigrants. Debilitarà Israel».

### La Guerra del Yom Kippur

Reunió al Despatx Oval: Golda Meïr, el President dels Estats Units Richard Nixon i el Secretari d'Estat Henry Kissinger, març de 1973

Entre el 6 i el 25 d'octubre de 1973, Israel va enfrontar la coalició àrab encapçalada per Síria i Egipte que intentava recuperar els territoris del Sinaí i els Alts del Golan, ocupats per Israel en la guerra dels Sis Dies, en contra les lleis internacionals i els resolucions de l'ONU. El conflicte es coneixeria com la Guerra del Yom Kippur.
L'atac agafà el govern i tot el país per sorpresa, ja que els seus serveis d'intel·ligència i autoritats militars subestimaven la capacitat militar àrab. Encara que en els mesos previs a la guerra va circular una quantitat abundant d'informació d'intel·ligència preveient les possibilitats d'un atac àrab combinat, les Forces de Defensa d'Israel van prejutjar la possibilitat d'un conflicte militar com a baixa, ufanosos encara del seu èxit en la Guerra dels Sis Dies. L'atac també va sorprendre la CIA i el govern dels Estats Units, no així el de la Unió Soviètica.
La parsimònia militar confongué i contagià el govern presidit per Golda Meïr. Ella mateixa mantingué una reunió secreta a Jerusalem amb el rei Hussein I de Jordània, que es va esforçar per prevenir a Israel de la guerra, encara que ella va dubtar de les seves verdaderes intencions. Només unes hores després de l'atac, la primera ministra va decidir no fer cas dels seus assessors militars, el ministre de Defensa Moixé Dayan i l'excomandant en cap Haïm Bar-Lev i ordenà mobilitzar les reserves, en una de les decisions més importants del conflicte. Malgrat això, Golda Meïr no es va perdonar mai el seu error estratègic. Escrigué en la seva autobiografia: «hauré de viure fins al final dels meus dies sabent quelcom tan terrible».
Meïr considerava que Israel no podia dependre dels estats europeus pel subministrament d'equips militars i que l'únic país que podia donar suport a l'estat jueu serien els Estats Units. Tenint en compte que els americans serien molt cautelosos en intervenir si percebien que els israelians iniciaven les hostilitats, va rebutjar fer un atac preventiu i va informar Washington de la decisió. L'aleshores Secretari d'Estat dels Estats Units, Henry Kissinger, va confirmar en les seves memòries que l'anàlisi jueva era la correcta, dient que si Israel hagués llençat un atac preventiu, no hauria rebut «ni un clau».
Israel va rebutjar l'ofensiva àrab. Va respondre amb una ofensiva sobre els seus enemics i portant el front a només cent quilòmetres del Caire i a quaranta de Damasc i va mantenir tots els territoris conquerits durant la Guerra dels Sis Dies del 1967. No obstant això la guerra va deixar una profunda cicatriu en la societat israeliana. Golda Meïr, encara desacreditada per la seva actuació, va guanyar les eleccions generals del 1974 i es va beneficiar de les conclusions de la Comissió Agranat, que va exculpar els polítics de les possibles culpes per la lenta reacció a l'inici de la guerra. El Comandant en Cap David Elazar va quedar com a únic responsable.
| «                                         | Va decidir sàviament, amb sentit comú i rapidesa, a favor de la plena mobilització de les reserves, segons recomanacions del cap de l'Estat Major, a pesar de les difícils circumstàncies polítiques, per la qual cosa realitzà un important servei per la defensa de l'Estat. | » |
| — Informe de la Comissió Agranat de 1975. | |   |

La guerra va tenir conseqüències de llarg abast. El món àrab, humiliat per la derrota més contundent de l'aliança egipci-sirià-jordana en la guerra dels Sis Dies, va valorar els primers èxits en el conflicte. A Israel, malgrat els èxits operacionals i tàctics finals en el camp de batalla, la guerra va portar al reconeixement que no hi havia garantia que sempre dominaria militarment als estats àrabs. Tanmateix, els Estats Units van explotar la victòria Israeliana sobre Egipte per pressionar Sadat i fer-lo allunyar de l'esfera soviètica.

### Renúncia
Malgrat que la comissió l'eximí de responsabilitats, l'opinió pública no pensava el mateix i l'informe de la comissió no va fer més que alimentar una onada de protestes que van incrementar-se en tot el país i que van portar la primera ministra a dimitir poc després de la seva reelecció, l'11 d'abril de 1974. Yitshaq Rabbín va substituir-la al capdavant del govern i del Partit Laborista Israelià.
Cap a mitjan 1973, abans que la guerra del Yom Kippur modifiqués la seva imatge pública, Golda Meïr havia arribat a un elevat grau de suport i consens en l'opinió pública, tant israeliana com internacional, tant uns com els altres l'associaven amb la imatge de la matriarca jueva amb sentit comú i sobreprotectora amb els seus descendents. Van fer-se famoses les reunions dels seus col·laboradors més íntims a la cuina de la seva residència oficial.
Fins i tot després del desprestigi que suposà la guerra, el seu partit aconseguí guanyar les eleccions el desembre de 1973, però ella hagué de dimitir al cap de quatre mesos pel que sentia que era "la voluntat del poble". «Amb cinc anys n'hi ha prou… no tinc forces per seguir portant aquesta càrrega». Yitshaq Rabbín va substituir-la des del dia 3 de juny. Quatre dies més tard també va renunciar al seu escó al Knesset i es va retirar definitivament de la vida política.

## Darrers anys (1974-78)

### La pau amb Egipte

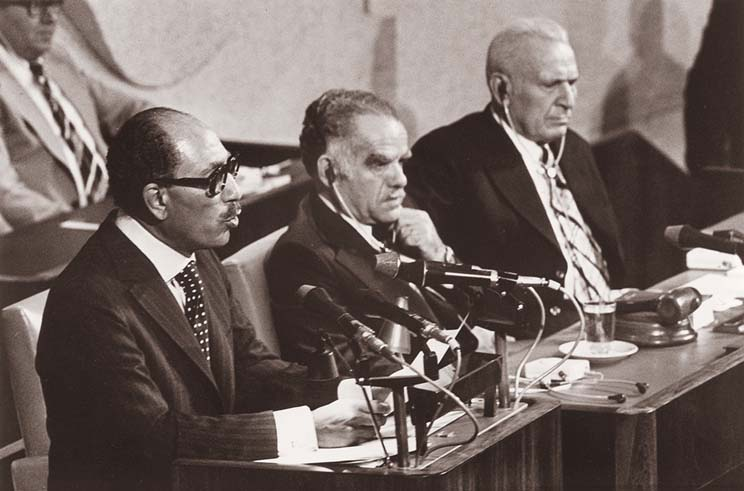
El president d'Egipte, Anwar el-Sadat, fent el seu discurs de pau a la Kenésset a Jerusalem el 20 de novembre de 1977.

Malgrat que Meïr va abandonar el càrrec el 1974, va continuar present en certa manera present en la vida política del seu país. Quan el 14 de novembre de 1977, l'aleshores President d'Egipte Ànwar el-Sadat anuncià la decisió d'anar a la capital d'Israel, Meïr, que es trobava a Nova York per assistir a l'estrena de l'espectacle de Broadway Golda, un relat de la seva vida protagonitzada per Anne Bancroft, l'alabà com un gest brillant, però aconsellà esperar i veure resultats més concrets.
Sis dies després, Sadat volà des d'Egipte per fer un famós discurs davant de la Kenésset. A l'arribar a Israel, el mandatari egipci semblava més còmode amb ella que amb els altres dirigents amb els quals s'entrevistà. En la seva trobada, Golda li entregà un regal per a un net seu acabat de néixer. Més tard el visitant va dir que hauria preferit negociar amb ella: «L'anciana realment té valor», ja que tenia la voluntat de perseverar en el camí de la pau.

### Mort

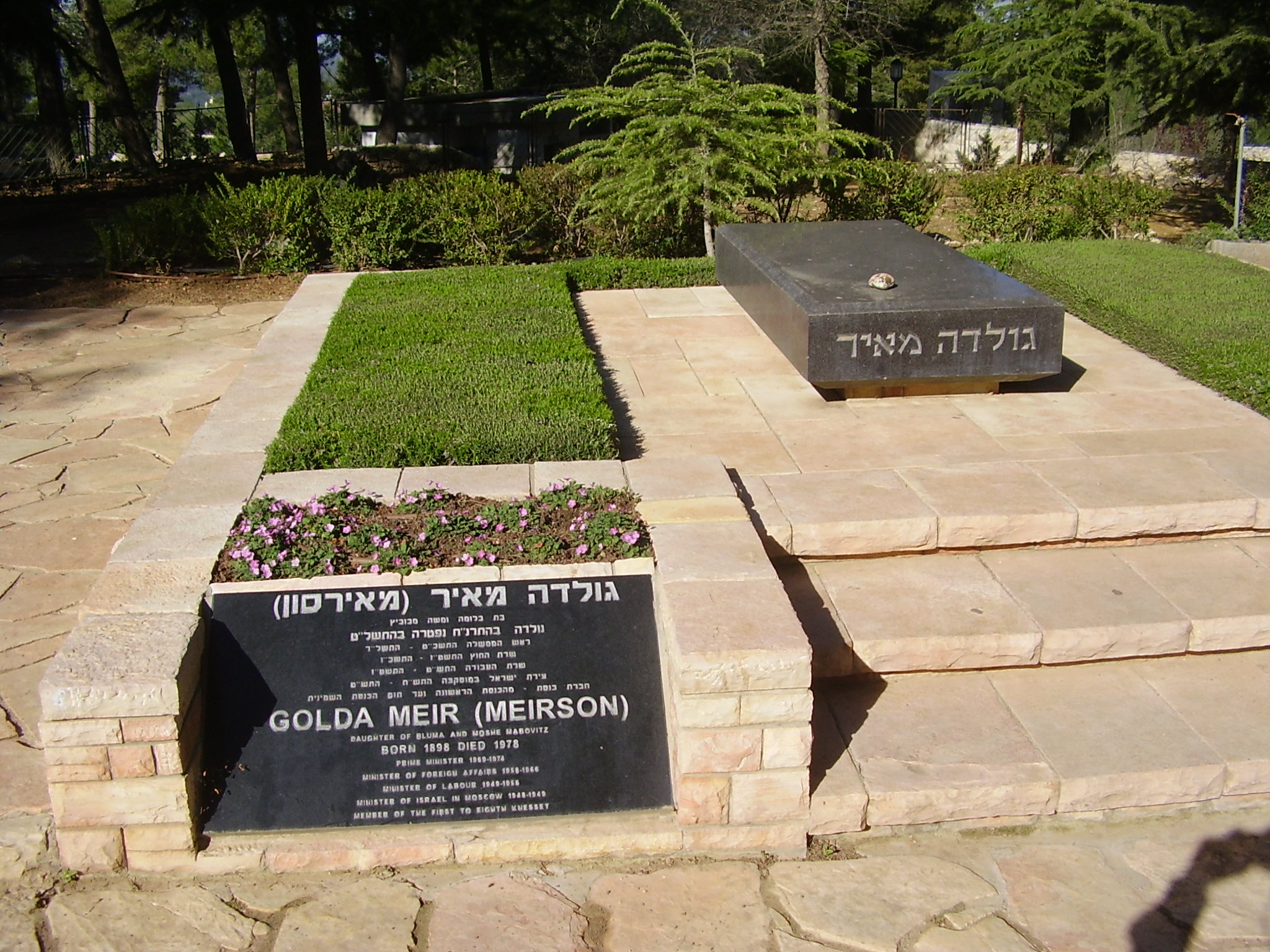
Tomba de Golda Meïr al Mont Herzl.

Encara amb els ressentiments i les contradiccions de la seva gestió durant la guerra, Golda Meïr es va retirar a viure al quibuts Revivim, a casa de la seva filla Sara, on va viure els seus darrers anys amb la leucèmia que patia ja en fase avançada. El 7 de desembre de 1978 fou ingressada a l'hospital Hadasa a Jerusalem on entrà en coma i morí l'endemà a causa del càncer a l'edat de vuitanta anys. Fou enterrada quatre dies després al panteó dels «Grans de la Pàtria», al Mont Herzl de Jerusalem.

## Llegat
El llegat de Golda Meïr és discutit i sovint contradictori. Entre la diàspora jueva és generalment recordada com una dirigent carismàtica i singular, una matriarca jueva visceral, i una gran oradora capaç de sintetitzar les situacions més complexes en frases senzilles. En canvi a Israel, especialment entre l'esquerra, molts la recorden com una dona tossuda, amb poca capacitat per copsar la realitat i una actitud intransigent, especialment envers els àrabs, que portà en última instància al conflicte del Yom Kippur.
Entre els llocs i institucions que porten el seu nom destaquen el Boulevard Golda Meïr a Jerusalem, el Centre d'Arts Escèniques Golda Meïr a Tel-Aviv, l'escola i biblioteca Golda Meïr School a Milwaukee o la Plaça Golda Meïr a Nova York o el Centre de lideratge polític Golda Meïr al Metropolitan State College de Denver i Golda Meir House a Denver.

### Cinema, teatre i televisió
La història de Golda Meïr fou portada tant al teatre com al cinema. El 1977 Anne Bancroft va interpretar el paper de Golda Meïr en l'obra de William Gibson, Golda, a Broadway. L'actriu australiana Judy Davis va protagonitzar una jove Golda en la minisèrie televisiva A Woman Called Golda (1982); en la mateixa pel·lícula, Golda, ja gran, fou interpretada per Ingrid Bergman. El 2003 l'actriu Tovah Feldshuh l'interpretà en la segona obra de William Gibson a Broadway Golda's Balcony. El 2006 aquesta obra fou adaptada per al cinema amb el mateix títol, protagonitzada per Valerie Harper. El 1986, Michael Anderson va dirigir una pel·lícula pel canal de televisió HBO titulada Sword of Gideon on l'interpretà l'actriu Colleen Dewhurst. El 2005 l'actriu Lynn Cohen interpretà Golda Meïr en la pel·lícula de Steven Spielberg Munich, sobre la Massacre de Múnic i l'Operació Ira de Déu. L'actriu Tovah Feldshuh la caracteritzà a la pel·lícula francesa de 2006, O Jerusalem. En la pel·lícula de 2009 The Last Report on Anna, dirigida per Márta Mészáros fou interpretada per l'actriu polonesa Beata Fudalej. La pel·lícula Golda (2023) descriu la seva actuació durant la guerra del Yom Kippur. Va ser interpretada per Helen Mirren